# Ésitériophilie

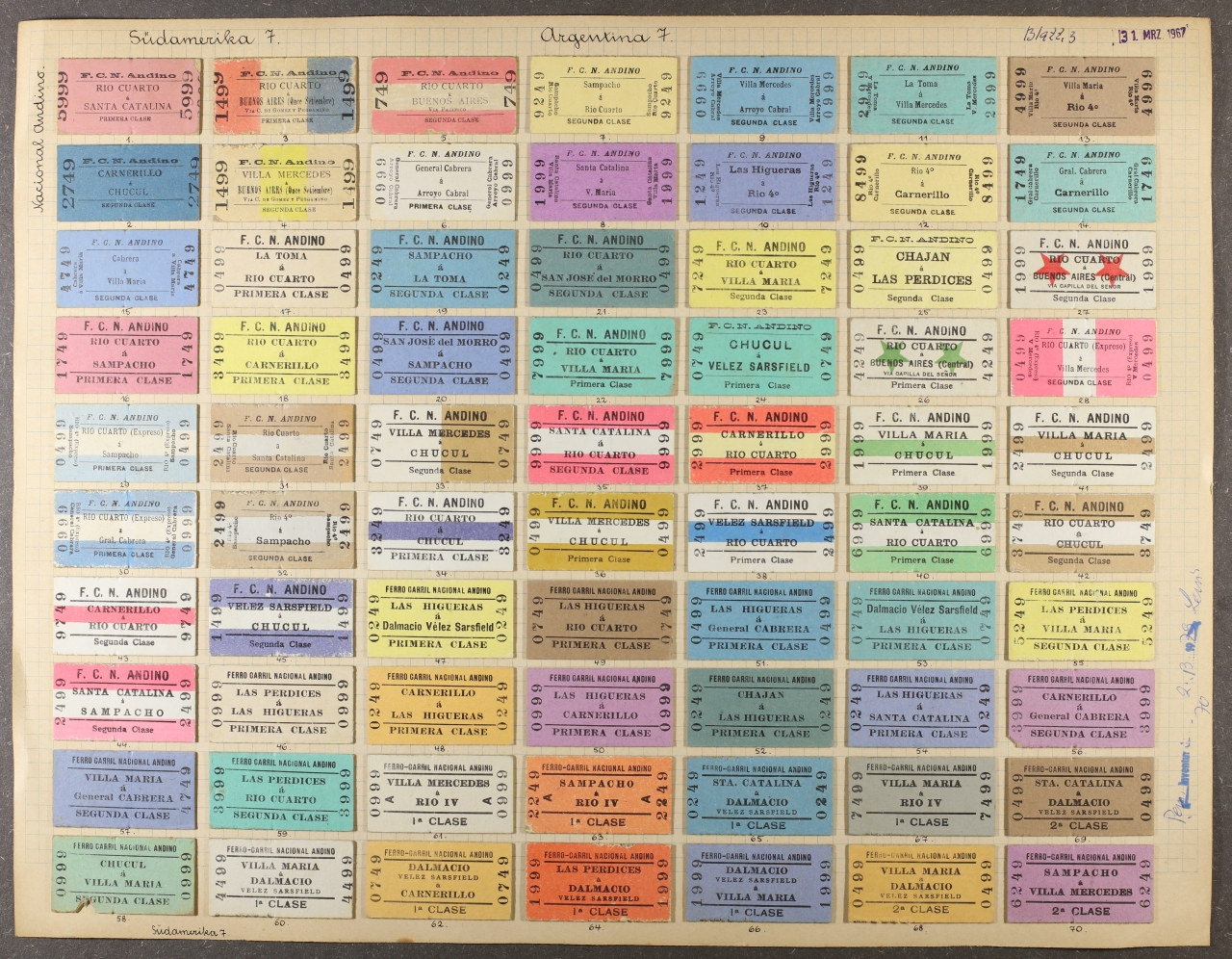
Titres de transports d'Argentine, avant 1925, collections du Musée allemand des techniques de Berlin, Berlin

L'ésitériophilie est la collection de titres de transport.

## Étymologie
Le mot est formé de la contraction du mot grec εἰσιτήριον (eisitếrion, qui signifie « billet » ou « ticket ») et du suffixe « -philie ».

## Description
Le titre de transport, soit le billet, est une preuve d'achat et qui représente le droit du passager ou de l'expéditeur à bénéficier de la prestation de transport définie par le contrat et pour laquelle il s'est acquitté du paiement idoine ; le second usage est celui de contrat au sens juridique exact du terme qui permet en cas de litiges ou de demande d'après vente de faire bénéficier, usager et transporteur, d'une base légale approuvée préalablement par chacun.
Il en est fait mention en 1964 dans un petit bulletin de collectionneurs de tickets.
Cela couvre de nombreux domaines, le train, l'avion, le métro, etc.